# Brit Andresen

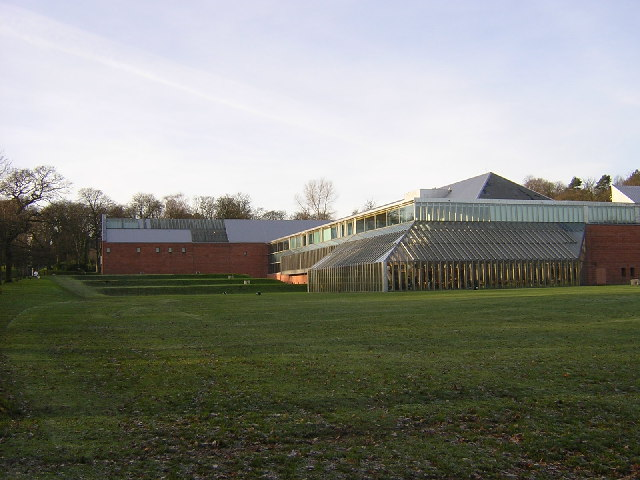
Museo Burrell, Glasgow. Andresen, Meunier y Gasson 1972-1983

Brit Andresen (Trondheim, Noruega, 1945) es una arquitecta australiana nacida en Noruega. Fue la primera mujer en recibir RAIA Medalla de Oro, otorgado en 2002, para su contribución sostenida a la arquitectura a través de la enseñanza y la práctica.

## Primeros años
Creció entre su país natal y Australia —donde su padre trabajó como ingeniero de proyectos hidroeléctricos entre 1951 y 1963. Estudió arquitectura en Trondheim en Noruega, se graduó en 1969. En 1971 se mudó a Cambridge, donde empezó a trabajar medio tiempo enseñando arquitectura en la Universidad de Cambridge y estableció su práctica propia.

## Trayectoria
En 1972 Andresen, en colaboración con el estudio Gasson Meunier Arquitectos, ganó el concurso para el Museo Burrell, Glasgow. Debido a una falta de presupuesto, el proyecto no se completó hasta varios años más tarde. El equipo original, Andresen, Meunier y Gasson se separó y el edificio fue completado por Barry Gasson Arquitectos y se inauguró en 1983.
En 1977 Andresen regresó a Australia para trabajar temporalmente en la Universidad de Queensland, convirtiéndose en la primera mujer en el Departamento de Arquitectura. Allí conoció a su colega Peter O'Gorman, con quien se casó en 1980 y estableció su práctica actual Andresen O'Gorman Arquitectos. Los proyectos del estudio, predominantemente residencial, expresan el uso de la madera de bosques australianos y la poética de la construcción en madera. Su trabajo explora la interacción entre interior y exterior y entre personas y sus entornos.
Su trabajo está publicada en libros como 70/80/90 Iconic Australian Houses o el Phaidon Atlas of Contemporary World Architecture. La revista UME le dedicó el número monográfico UME-22 ‘Andresen O’Gorman Works 1965-2001’. También ha sido expuesta en foros como la Bienal de Venecia.
Además, ha sido profesora, entre otros, en la Architectural Association de Londres (Reino Unido) y en el Master Architecture Program de la School of Architecture and Urban Planning UCLA (California, EE. UU.); y ha ejercido de tutora del Glenn Murcutt International Masterclass en Sídney (Australia) y fue profesora huésped en la Universidad Real de Malta.
Andresen ha exhibido sus investigaciones sobre análisis crítico e historia arquitectónica en conferencia, revistas y libros, incluyendo su trabajo internacionalmente reconocido sobre el paisaje y estrategias utilizadas por Alvar Aalto.
En 1990 recibió la UQ Premio a la Excelencia Docente en reconocimiento a su compromiso con la docencia.
Andersen se retiró en noviembre de 2010 después de 33 años de contribución a la educación universitaria y fue nombrada Profesora Emérita en la Escuela de Arquitectura.
Más recientemente, en febrero de 2011, Andresen en colaboración con Peter Cook y Gavin Robotham de Crab Studio, ha ganado el concurso de diseño para la nueva escuela de arquitectura Soheil Abedian en Universidad de Bond, Queensland.

## Proyectos destacados
- 1972: Museo Burrell (Escocia)
- 1994: Casa de campo Vista de Océano (Queensland)
- 1998: Casa Mooloomba (Queensland)
- 1998: Casa Rosebery (Queensland)
- 2001: Pabellón Fernberg (Queensland)
- 2001: Casas de Bahía Moreton (Queensland)

## Premios
- 1970: Beca de investigación Holandesa-noruega
- 1990: UQ Premio a la Excelencia Docente, Universidad de Queensland
- 2002: Real Instituto Australiano de Arquitectos
- 2002: RAIA Medalla de Oro